# 中洲通停留場
中洲通停留場（なかすどおりていりゅうじょう）は、鹿児島県鹿児島市上荒田町にある鹿児島市電唐湊線の停留場。使用する系統は鹿児島市電2系統のみである。

## 歴史
- 1950年（昭和25年）10月1日：鹿児島市交通課（現・鹿児島市交通局）により設置される。

## 構造
- 2面2線の相対式ホーム。地上駅。両ホームとの行き来は電車が通過中でない限りいつでもできる。
- 両のりばとも車椅子及び電動車椅子の使用はホーム幅が規定に足りないため不可。
- 無人駅で、乗車券などの販売は行っていない。

### のりば
- 2系統 - 郡元方面
- 2系統 - 鹿児島中央駅前、天文館、鹿児島駅前方面

## 利用状況
| 年度   | 1日平均 乗降人員 |
| ------ | ---------------- |
| 2011年 | 522              |
| 2012年 | 520              |
| 2013年 | 518              |
| 2014年 | 537              |
| 2015年 | 623              |

## 周辺
- 鹿児島県立甲南高等学校
- 中洲通り・曙陸橋 - 武岡トンネルを介して九州自動車道・鹿児島インターチェンジへ通じる。

## 隣の停留場
鹿児島市交通局
鹿児島市電2系統
都通停留場 - 中洲通停留場 - 市立病院前停留場